# Роарлонго (Верона)
Роарлонго је насеље у Италији у округу Верона, региону Венето.
Према процени из 2011. у насељу је живело 103 становника. Насеље се налази на надморској висини од 108 м.